# Direcció General de Seguretat
La Direcció general de Seguretat (DGS) va ser un organisme autònom espanyol depenent del Ministeri de Governació i responsable de la política d'Ordre públic en tot el territori nacional d'Espanya.
Finalitzada la Guerra Civil Espanyola, l'organisme va incrementar el seu paper de control de l'ordre públic durant la Dictadura de Franco, convertint-se en un dels ressorts principals de la repressió franquista. En 1986 va augmentar la seva estructura orgànica al d'una secretaria d'estat, desapareixent com a tal. En l'actualitat, l'organisme oficial que continua les seves funcions és la Secretaria d'Estat de Seguretat.

## Història

### Orígens
Va ser creada en 1886 com un organisme estatal, dependent del Ministeri de Governació, que centralitzés tots els serveis policials i cossos de seguretat existents en l'època. Com a primer Director General de Seguretat va ser nomenat el mariscal Antonio Dabán y Ramírez de Arellano. A partir de llavors, el nou organisme es va convertir en un important ressort de les polítiques governamentals d'ordre públic.

### Guerra civil espanyola
Després del començament de la Guerra civil espanyola, la DGS va quedar sota control republicà, però es va veure impotent per controlar els passejos, txeques i altres "actes incontrolats" que es van fer habituals en els primers mesos. En aquells dies de juliol el Director de Seguretat Alonso Mallol es va veure horroritzat per aquella situació i no va ser capaç de posar-li fre eficaçment. En aquest context, cal assenyalar un fet que no és de menor importància: durant els primers dies de la contesa, grups d'anarquistes i d'altres faccions van prendre el control de nombroses fitxes policials i expedients personals pertanyents als arxius del Ministeri de la Governació. A finals de juliol de 1936, Manuel Muñoz Martínez fou nomenat cap de la DGS. La seva tasca al capdavant de la DGS va fer que se l'acusés de passivitat o implicació en els assassinats de la Model de Madrid i les matances de Paracuellos. No obstant això, la seva implicació a Paracuellos ha estat desmentida per alguns historiadors com Ian Gibson, que recorda que para llavors la DGS existia més sobre el paper que en la realitat:
| «               | Manuel Muñoz Martínez, director general de Seguretat, havia abandonat Madrid en la nit del 6 de novembre, sent assumit el seu lloc pel sotsdirector, Vicente Girauta Linares. En anar-se el Govern a València, la Direcció general de Seguretat, com a tal, va desaparèixer pràcticament com a entitat policial madrilenya i, a partir de llavors, tots els seus efectius, serveis, etc., van passar a dependre de la Conselleria d'Ordre Públic de la Junta de Defensa... | » |
| — Gibson (2005) | |   |

Després dels "fets de Maig" a Catalunya, la DGS es va fer càrrec de la repressió sobre els grups insurrectes i, en particular, sobre el petit Partit Obrer d'Unificació Marxista (POUM), labor de la qual es va encarregar Ricardo Burillo Stholle com a cap superior de Seguretat a Barcelona.

### Dictadura franquista
Després del final de la guerra civil i l'establiment de la Dictadura franquista, aquesta va reorganitzar profundament la DGS amb la concentració de nombrosos serveis sota el seu control directe i amb això incrementant el seu poder. La política del bàndol vencedor distava molt de la reconciliació nacional i es basava enterament en la visió de victòria sobre els vençuts. La nova Llei per a la Seguretat de l'Estat acabà de remarcar aquest nou caràcter de la DGS.
José Ungría Jiménez va ser nomenat nou Director General immediatament després del final de la guerra, i José Finat y Escrivá de Romaní a continuació. De fet, Escrivá de Romaní destacarà per la seva duríssima repressió i fins i tot va arribar a convidar Heinrich Himmler perquè visités Madrid, amb la idea d'establir una col·laboració policial amb la Gestapo. La seva última decisió com a Director General de Seguretat va ser engegar l'anomenat "Arxiu Judaic", un conjunt de documents elaborats pels governs civils per fitxar i tenir controlats als jueus residents a Espanya, uns 6.000. Amb l'ocupació alemanya de França en 1940, la Policia franquista va establir al país gal una xarxa d'agents amb l'objectiu de perseguir o detenir als dirigents de la República espanyola en l'exili. Un d'aquells policies era Pedro Urraca Rendueles, conegut per ser un dels caps de la xarxa i pels seus mètodes. Des del començament, van comptar amb el suport de les autoritats de la França de Vichy i la "Gestapo" alemanya. Així, ràpidament van caure nombrosos capdavanters i personalitats destacades de l'antic bàndol republicà. Entre uns altres van ser detinguts l'ex-Ministre de Governació Julián Zugazagoitia o el President de la Generalitat Lluís Companys, l'ex-ministre Joan Peiró i Belis o un dels antics Directors de la DGS en època republicana, Manuel Muñoz Martínez.
La seva seu, que per a aquesta època estava situada en la Real Casa de Correos de la famosa Puerta del Sol (Madrid), es va fer famosa com a centre de tortures, amb coneguts casos com els del dirigent comunista Julián Grimau, el President Companys, o del dirigent socialista Tomás Centeno Sierra, mort en estranyes circumstàncies en les dependències de la Direcció General. L'etapa de Carlos Arias Navarro com a Director General, sota el ministeri de Camilo Alonso Vega, va anar especialment destacada per la repressió. El Cos General de Policia també tenia oficines en la Puerta del Sol, incloent les de la Brigada Político-Social.
El 13 de setembre de 1974, l'organització armada ETA-V Assemblea va perpetrar l'anomenat atemptat del carrer del Correo mitjançant la col·locació d'una potent bomba en la propera cafeteria Rolando. L'objectiu el constituïen els nombrosos policies que habitualment visitaven l'establiment, però entre els tretze morts que va provocar l'explosió, només un va resultar ser policia. ETA mai es va atrevir a reivindicar l'atemptat.

### Desaparició
Després de la mort de Franco i el començament de la Transició, en 1978 la DGS va ser reorganitzada orgànicament per adaptar-la a la realitat de l'època. En 1986 l'organisme va ser elevat a la categoria de Secretaria d'Estat, convertint-se així en l'actual Secretaria d'Estat de Seguretat.

## Directors generals de Seguretat
Aquesta llista no és completa, ja que solament apareixen els Directors Generals de Seguretat en el període comprès entre 1924 i 1986.
| Període                             | Inici                  | Fi                     | Nom                              | Partit            |
| ----------------------------------- | ---------------------- | ---------------------- | -------------------------------- | ----------------- |
| Regnat d'Alfons XIII (1902-1931)    | 27 de novembre de 1912 | 5 de gener de 1916     | Ramón Méndez Alanís              |                   |
| Regnat d'Alfons XIII (1902-1931)    | 5 de gener de 1916     | 18 d'abril de 1919     | Manuel de la Barrera y Caro      | Militar           |
| Regnat d'Alfons XIII (1902-1931)    | 18 d'abril de 1919     | 20 d'abril de 1921     | Fernando de Torres Almunia       |                   |
| Regnat d'Alfons XIII (1902-1931)    | 20 d'abril de 1921     | 8 de desembre de 1922  | Millán Millán de Priego y Bedmar |                   |
| Regnat d'Alfons XIII (1902-1931)    | 8 de desembre de 1922  | 27 de setembre de 1923 | Carlos Blanco Pérez              | Militar           |
| Regnat d'Alfons XIII (1902-1931)    | 27 de setembre de 1923 | 29 de gener de 1924    | Miguel Arlegui y Bayones         | Militar           |
| Regnat d'Alfons XIII (1902-1931)    | 6 de febrer de 1924    | 12 d'abril de 1925     | José González Hernández          | Militar           |
| Regnat d'Alfons XIII (1902-1931)    | 12 d'abril de 1925     | 13 de febrer de 1930   | Pedro Bazán Esteban              | Militar           |
| Regnat d'Alfons XIII (1902-1931)    | 13 de febrer de 1930   | 15 d'abril de 1931     | Emilio Mola Vidal                | Militar           |
| Segona República (1931-1939)        | 15 d'abril de 1931     | 14 de maig de 1931     | Carlos Blanco Pérez              | Militar           |
| Segona República (1931-1939)        | 14 de maig de 1931     | 18 de desembre de 1931 | Ángel Galarza Gago               | PRRS              |
| Segona República (1931-1939)        | 18 de desembre de 1931 | 4 de març de 1932      | Ricardo Herráiz Esteve           |                   |
| Segona República (1931-1939)        | 4 de març de 1932      | 6 de març de 1933      | Arturo Menéndez López            | Militar           |
| Segona República (1931-1939)        | 6 de març de 1933      | 14 de setembre de 1933 | Manuel Andrés Casaus             | AR                |
| Segona República (1931-1939)        | 14 de setembre de 1933 | 1 de juny de 1935      | José Valdivia y Garci-Borrón     | Militar           |
| Segona República (1931-1939)        | 6 de novembre de 1935  | 19 de desembre de 1935 | José Gardoqui Urdanibia          | Militar           |
| Segona República (1931-1939)        | 19 de desembre de 1935 | 22 de febrer de 1936   | Vicente Santiago Hodsson         | Militar           |
| Segona República (1931-1939)        | 22 de febrer de 1936   | 31 de juliol de 1936   | José Alonso Mallol               | IR                |
| Segona República (1931-1939)        | 31 de juliol de 1936   | 31 de desembre de 1936 | Manuel Muñoz Martínez            | IR                |
| Segona República (1931-1939)        | 31 de desembre de 1936 | 20 de maig de 1937     | Wenceslao Carrillo Alonso        | PSOE              |
| Segona República (1931-1939)        | 28 de maig de 1937     | 18 de juliol de 1937   | Antonio Ortega Gutiérrez         | Militar           |
| Segona República (1931-1939)        | 15 d'octubre de 1937   | 1 d'abril de 1938      | Carlos de Juan Rodríguez         | PSOE              |
| Segona República (1931-1939)        | 1 d'abril de 1938      | 10 d'abril de 1938     | Paulino Gómez Sáiz               | PSOE              |
| Segona República (1931-1939)        | 10 d'abril de 1938     | 17 d'abril de 1938     | Juan Ruiz Olazarán               | PSOE              |
| Segona República (1931-1939)        | 17 d'abril de 1938     | 13 de març de 1939     | Eduardo Cuevas de la Peña        | PSOE              |
| Segona República (1931-1939)        | 13 de març de 1938     | 29 de març de 1939     | Vicente Girauta Linares          | Militar           |
| Dictadura Franquista (1939-1975)    | 29 de març de 1939     | 26 de setembre de 1939 | José Ungría Jiménez              | Militar           |
| Dictadura Franquista (1939-1975)    | 26 de setembre de 1939 | 10 de maig de 1941     | José Finat y Escrivá de Romaní   | FET y de las JONS |
| Dictadura Franquista (1939-1975)    | 10 de maig de 1941     | 30 de juny de 1942     | Gerardo Caballero Olabézar       | Militar           |
| Dictadura Franquista (1939-1975)    | 30 de juny de 1942     | 27 de juliol de 1951   | Francisco Rodríguez Martínez     | Militar           |
| Dictadura Franquista (1939-1975)    | 27 de juliol de 1951   | 25 de juny de 1957     | Rafael Hierro Martínez           | Militar           |
| Dictadura Franquista (1939-1975)    | 25 de juny de 1957     | 5 de febrer de 1965    | Carlos Arias Navarro             | FET y de las JONS |
| Dictadura Franquista (1939-1975)    | 9 de febrer de 1965    | 1 de novembre de 1965  | Mariano Tortosa Sobejano         | Militar           |
| Dictadura Franquista (1939-1975)    | 20 de novembre de 1965 | 1 de febrer de 1974    | Eduardo Blanco Rodríguez         | Militar           |
| Dictadura Franquista (1939-1975)    | 1 de febrer de 1974    | 12 de desembre de 1975 | Francisco Dueñas Gavilán         | Militar           |
| Regnat de Joan Carles I (1975-1986) | 12 de desembre de 1975 | 23 de juliol de 1976   | Victor Castro Sanmartín          | militar           |
| Regnat de Joan Carles I (1975-1986) | 23 de juliol de 1976   | 23 de desembre de 1976 | Emilio Rodríguez Román           | FET y de las JONS |
| Regnat de Joan Carles I (1975-1986) | 23 de desembre de 1976 | 10 de maig de 1979     | Mariano Nicolás García           | FET y de las JONS |
| Regnat de Joan Carles I (1975-1986) | 10 de maig de 1979     | 13 de juny de 1980     | Luis Alberto Salazar Simpson     | UCD               |
| Regnat de Joan Carles I (1975-1986) | 13 de juny de 1980     | 7 de desembre de 1982  | Francisco Laína García           | UCD               |
| Regnat de Joan Carles I (1975-1986) | 7 de desembre de 1982  | 8 de febrer de 1984    | Rafael Vera Fernández-Huidobro   | PSOE              |
| Regnat de Joan Carles I (1975-1986) | 8 de febrer de 1984    | 24 d'octubre de 1986   | Julián Sancristóbal              | PSOE              |